# Victor Guillemin
Pour les articles homonymes, voir Guillemin.
Victor William Guillemin, né en 1937 à Boston, est un mathématicien américain travaillant dans le domaine de la géométrie symplectique, et qui a aussi apporté des contributions en analyse microlocale, théorie spectrale, et physique mathématique.

## Carrière professionnelle
Victor Guillemin  obtient un B. A. à Harvard en 1959 et un M. A. à l'université de Chicago en 1960, puis un Ph. D. en mathématiques à l'université Harvard en 1962, pour une thèse intitulée Theory of Finite G-Structures dirigée par Shlomo Sternberg. Il est assistant à l'université Columbia, puis rejoint le Massachusetts Institute of Technology en 1966. Il est professeur titulaire (« tenured professor ») au département de mathématiques du MIT à partir de 1973.
Victor Guillemin est l’auteur ou le coauteur de nombreux livres et monographies, dont un livre sur la topologie différentielle écrit avec Alan Pollack qui est largement utilisé comme livre de cours aux États-Unis.

« Victor Guillemin a joué un rôle déterminant dans le développement d'un certain nombre de domaines importants en analyse et géométrie. En particulier, il a fait des contributions fondamentales à l'analyse microlocale, aux actions de groupes symplectiques et à la théorie spectrale des opérateurs elliptiques sur les variétés. Son travail sur des généralisations des formules de trace de Poisson et des formules de Selberg a eu une influence particulière. De plus, Guillemin a fait grandement avancer ces domaines et les mathématiques en général, par la supervision et la direction de la recherche d'étudiants des cycles doctoral et postdoctoral, dont certains sont devenus des mathématiciens de premier plan. »

## Honneurs et distinctions
- En 1984, élu fellow à l'Académie américaine des arts et des sciences[2].
- En 1985, élu membre de l'Académie nationale des sciences des États-Unis[4].
- Il est boursier des fondations Guggenheim et Humboldt[2].
- En 2003, lauréat du prix Leroy P. Steele « pour l'ensemble de sa carrière » attribué par la Société mathématique américaine[5].
- En 2012 il devient fellow de la Société mathématique américaine[6].

## Publications
- Victor Guillemin, The Story of quantum mechanics, Mineola, N.Y., Dover Publications, 2003 (1re éd. 1968), 332 p. (ISBN 0-486-42874-5, lire en ligne)
- Victor Guillemin et Alan Pollack, Differential topology, New York, N.Y., Prentice-Hall, 1974 (ISBN 978-0-13-212605-2)
- Marty Golubitsky et Victor Guillemin, Stable mappings and their singularities, New York, N.Y., Springer-Verlag, 1974, 209 p. (ISBN 978-0-387-90073-5)
- Victor Guillemin et Shlomo Sternberg, Geometric asymptotics, Providence, R.I., American Mathematical Society, coll. « Mathematical Surveys and Monographs » (no 14), 1991, 2e éd. (1re éd. 1977), 480 p. (ISBN 978-0-8218-1633-2, lire en ligne)[7]
- Victor Guillemin, Masaki Kashiwara et Takahiro Kawai, Seminar on micro-local analysis, Princeton, N.J. Tokyo, Princeton University Press University of Tokyo Press, coll. « Annals of Mathematical Studies », 1979, 137 p. (ISBN 978-0-691-08232-5, lire en ligne)
- Louis Boutet de Monvel et Victor Guillemin, The spectral theory of Toeplitz operators, Princeton, N.J. Tokyo, Princeton University Press University of Tokyo Press, coll. « Annals of Mathematical Studies », 1981, 160 p. (ISBN 978-0-691-08279-0, lire en ligne)
- Victor Guillemin et Shlomo Sternberg, Symplectic techniques in physics, Cambridge University Press, 1986, xi +468 (ISBN 0-521-24866-3)[8],[9].
- Malcolm Adams et Victor Guillemin, Measure theory and probability, Boston, Birkhäuser, coll. « The Wadsworth & Brooks/Cole Mathematics Series », 1996 (1re éd. 1986) (ISBN 978-0-8176-3884-9)
- Victor Guillemin, Cosmology in (2+1)- dimensions, cyclic models, and deformations of {\displaystyle M_{2,1}}, Princeton, N.J., Princeton University Press, coll. « Annals of Mathematical Studies », 1989 (ISBN 978-0691085142)
- Victor Guillemin, Moment maps and combinatorial invariants of Hamiltonian Tn̳-spaces, Boston, Birkhäuser, 1994 (ISBN 978-0-8176-3770-5)
- Victor Guillemin, Eugene Lerman et Shlomo Sternberg, Symplectic fibrations and multiplicity diagrams, Cambridge New York, Cambridge University Press, 2009 (1re éd. 1996) (ISBN 978-0-521-11186-7)
- Victor Guillemin et Shlomo Sternberg, Supersymmetry and equivariant de Rham theory, New York, Springer-Verlag, 1999, 228 p. (ISBN 978-3-540-64797-3, lire en ligne)
- Victor Guillemin, Viktor L. Ginzburg et Yael Karshon, Moment maps, cobordisms, and Hamiltonian group actions, Providence, R.I., American Mathematical Society, coll. « Mathematical Surveys and Monographs » (no 98), 2002, 350 p. (ISBN 978-0-8218-0502-2, zbMATH 1197.53002)
- Victor Guillemin et Shlomo Sternberg, Variations on a theme by Kepler, Providence, R.I., American Mathematical Society, coll. « Colloquium Publications » (no 42), 2006, 88 p. (ISBN 978-0-8218-4184-6, lire en ligne)